# 维特根多夫 (图林根州)
维特根多夫（德語：Wittgendorf，發音：[ˈvɪtɡn̩dɔʁf]）是德国图林根州萨尔费尔德-鲁多尔施塔特县曾经的一个市镇，面积3.39平方千米，2022年12月31日人口为164人。2018年7月6日，维特根多夫与市镇萨尔费尔德赫厄并入市镇萨尔费尔德。